# Pauline Clotworthy
Pour les articles homonymes, voir Clotworthy.
Pauline Clotworthy (17 mai 1912 - 22 décembre 2004) est une enseignante en stylisme irlandaise,,.

## Biographie
Pauline Clotworthy est née Pauline Cecily Elizabeth Keohler à Dublin le 17 mai 1912. Ses parents sont Robert Nesbitt Keohler, un avocat, et sa seconde femme, Ethel (née Thompson). La première femme de Robert était Edith Thompson, la sœur ainée d'Ethel morte après la naissance de leur fille en 1902. Robert Keohler changé son nom à Keller par deed poll en octobre 1914, deux mois après le début de la Première Guerre mondiale.
Clotworthy étudie à l'Alexandra College puis assiste ensuite à la Metropolitan School of Art à Dublin de 1931 à 1932. Seán Keating, l'un de ses conférenciers, tente sans succès de l'empêcher de créer des dessins de mode pendant ses cours de dessin. Suivant son intérêt pour la mode, Clotworthy déménage à Londres pour assister à la Browns Paris School of Fashion sur Bond Street. Après avoir pris conseil auprès du directeur de la publicité chez Arnotts à Dublin, Ronald Nesbitt, elle retourne à Londres pour s’inscrire au British Institute of Dress Designers. Elle y apprend la confection de modèles, la coupe et la confection de vêtements aux côtés de camarades étudiants tels que Hardy Amies. Elle termine le cours en mai 1938. Elle remarque alors qu'il n'existe pas d'école de formation équivalente en Irlande et, avec l'aide de son père, elle crée The Grafton Academy enseignant la conception vestimentaire et la chapellerie au 6 St Stephens Green,.
Ses 15 premiers étudiants commencent leur formation en 1938 et, en quelques années, la présentation annuelle des étudiants est devenu caractéristique du calendrier de la société dublinoise. De nombreux designers de renom ont enseigné à l'école, notamment Neillí Mulcahy, alors que d'autres étaient des élèves tels qu'Ib Jorgensen. Clotworthy est décrite, à l’occasion du 70e anniversaire de l’académie, comme « l’épine dorsale du commerce de l’habillement irlandais »,.
Elle épouse Neil Desmond Clotworthy (1917-1992) en 1940, un officier dans l'armée irlandaise, né en Saskatchewan au Canada de parents irlandais. Le couple a deux filles et un fils. Clotworthy meurt le 22 décembre 2004 à la Blackrock Clinic. Elle est enterrée au Friends' burial ground à Blackrock.